# Masttrenner

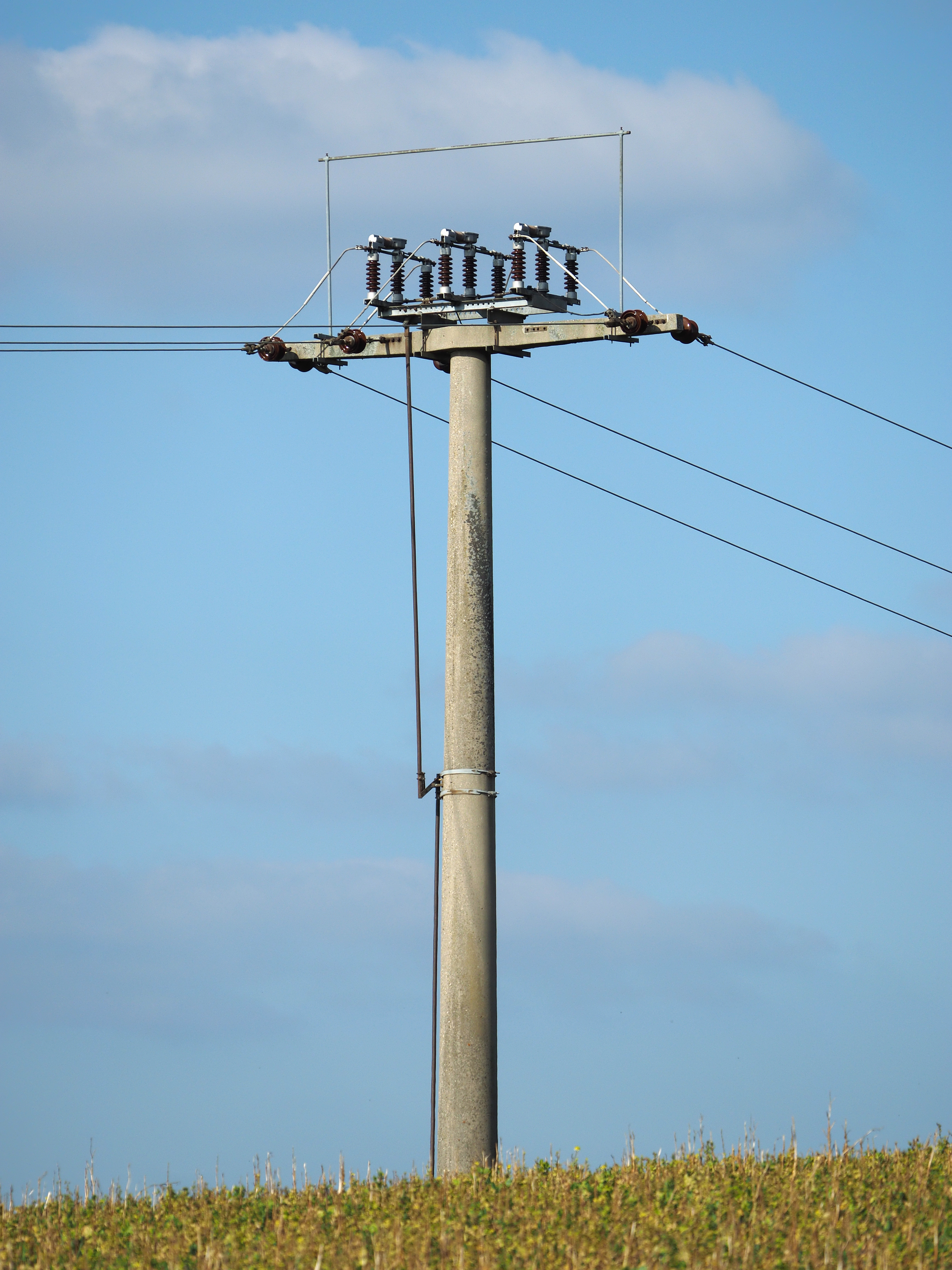
Ein Trennmast für 20 kV, Handbetrieb. Das Betätigungsgestänge ist unten mit einem Schloss gesichert. Die Querstange darüber dient als Vogelschutzarmatur.

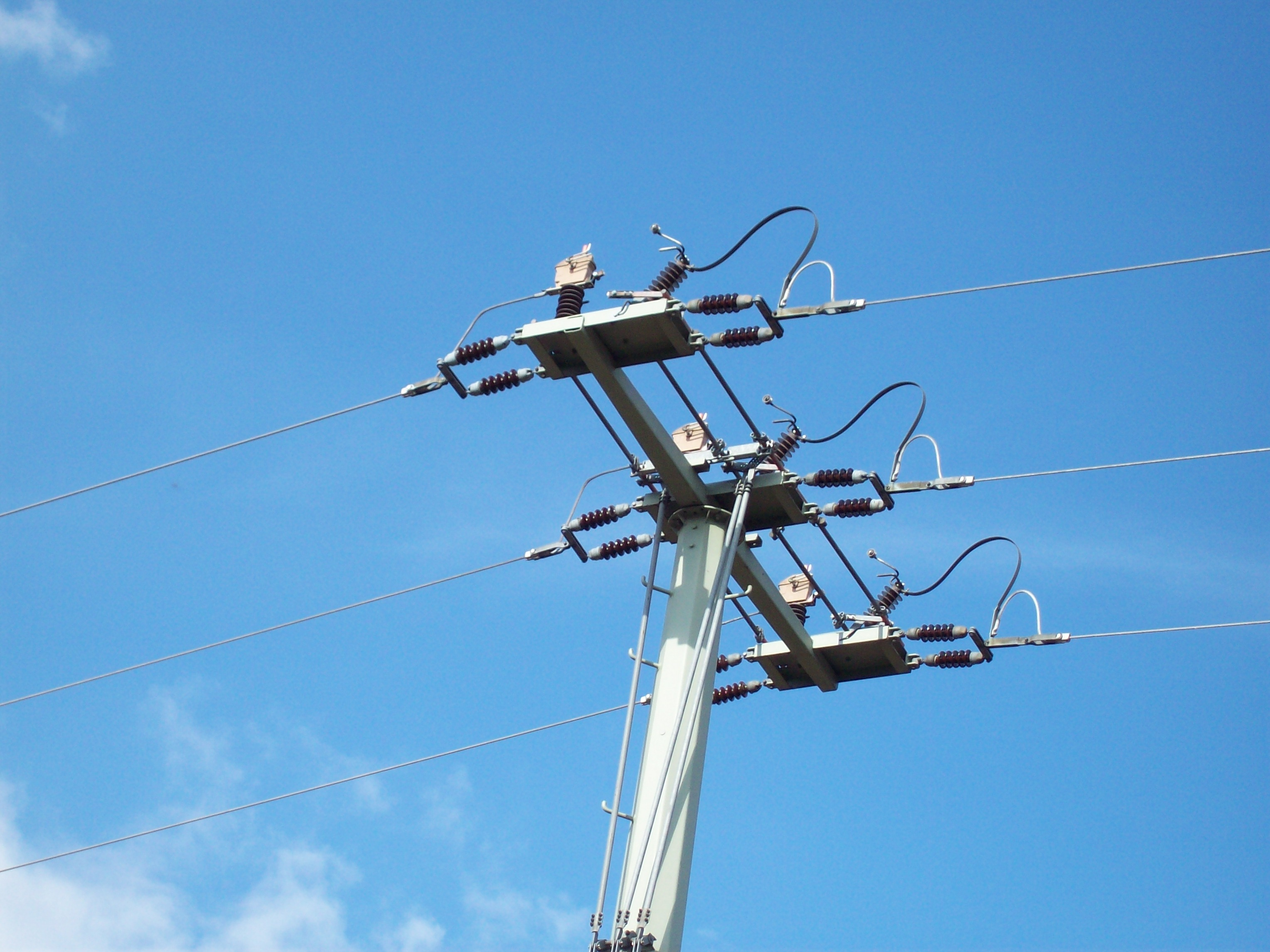
Ein Mast für Mittelspannung mit Trennschalter (Betätigung von unten)

Ein Masttrenner ist ein Freileitungsmast, der auf seiner Traverse einen über eine lange Stange vom Erdboden aus bedienbaren Trennschalter trägt. Ein Masttrenner ist eine Sonderform des Abspannmastes. Er dient zum Freischalten von Leitungsabzweigen von Mittelspannungsleitungen und im Bereich von Bahnstromnetzen (bis etwa 50 kV). In der Fachsprache der Eisenbahner werden Masttrenner als Oberleitungsschalter bezeichnet.
Der Trennschalter ist meistens mittig auf der Traverse montiert. Es gibt aber auch Sonderbauformen, wo der Schalter direkt am Mast, ähnlich einer Maststation, oder auf einer Seite der unteren Traverse einer Betonmast-Doppelleitung, montiert ist. Um Wildvögel vor elektrischem Schlag zu schützen, sind Masttrenner in der Regel mit Vogelschutzarmaturen ausgerüstet.
Für Spannungen über 50 kV ist ein Trennschalter für eine Montage auf einen Freileitungsmast zu groß, sodass für Leitungen mit Spannungen über 50 kV keine Masttrenner verwendet werden.